# Vincent Peillon
Vincent Benoît Camille Peillon (Suresnes, 7 de julio de 1960) es un político francés, miembro del Partido Socialista. Se ha desempeñado como diputado a la Asamblea Nacional de Francia, diputado al Parlamento Europeo y ministro de Educación Nacional de Francia, en el gabinete del primer ministro Jean-Marc Ayrault. Fue precandidato presidencial en las primarias ciudadanas del Partido Socialista de 2017.

## Biografía

### Primeros años y carrera académica
Después de graduarse en filosofía en la Universidad de París I Panthéon-Sorbonne en 1980, se convirtió en profesor de escuela secundaria. Continuó como maestro hasta 1992. Trabajó un año con el personal de Henri Emmanuelli en la Asamblea Nacional y reanudó su docencia entre 1993 y 1997. Completó sus estudios de posgrado en Panthéon-Sorbonne, donde se graduó con un doctorado en filosofía en 1992.
Fue investigador en el Centro Nacional de Investigación Científica entre 2002 y 2004. Como filósofo, es especialista de Merleau-Ponty y filosofía republicana. Paralelo a su carrera política, ha trabajando en la investigación y publicado numerosos libros.

### Carrera política
Miembro del Partido Socialista (PS), se ha desempeñado como secretario del grupo de expertos del partido (1993-1994), primer secretario (1995-1997), secretario nacional de investigación (1997-2000) y miembro del Buró Nacional del PS (desde 1994). Entre 2002 y 2005 fue primer Secretario de la Federación Socialista del Somme.
Fue diputado en la Asamblea Nacional de Francia desde 1997 hasta 2002, por el tercer distrito electoral de Somme. Durante su período, fue presidente del comité de investigación de la Asamblea Nacional sobre el lavado de dinero (1999-2002). También integró las comisiones de producción y comercio; asuntos culturales, familiares y sociales; y derecho constitucional, legislación y administración general de la República.
En un informe de 2000 en coautoría con Arnaud Montebourg, alegó que Mónaco tenía políticas laxas con respecto al lavado de dinero, incluso dentro de su casino, y que el gobierno de Mónaco había estado presionando políticamente al poder judicial, por lo que los presuntos delitos no eran investigados adecuadamente. En un movimiento para contrarrestar los esfuerzos de los exministros de finanzas socialistas Laurent Fabius y Dominique Strauss-Kahn para reformular al Partido Socialista como centrista y favorable al mercado, se unió a Montebourg y Julien Dray en 2002 para escribir un artículo para el periódico Libération, diciendo que los socialistas enfrentaron una «crisis de confianza» bajo su presidente François Hollande. En un claro desafío al ala de libre mercado del partido, los tres pidieron a los socialistas que «luchen de manera más efectiva y resuelta contra la ferocidad del nuevo capitalismo y los excesos de la desregulación».
En 2002 perdió su reelección a la banca de diputado. En julio de 2004 fue elegido diputado al Parlamento Europeo por la circunscripción del Noroeste, y en 2009 reelegido por la circunscripción del Sudeste.
Durante la campaña presidencial de 2007, fue uno de los tres portavoces de Ségolène Royal.
Durante la campaña de François Hollande a las elecciones presidenciales de 2012, formó parte de su equipo como responsable de dirigir la división de educación, educación superior, investigación, formación permanente y juventud. Tras el triunfo de Hollande, fue nombrado ministro de Educación Nacional de Francia el 16 de mayo de 2012. Al día siguiente de su nominación, anunció el fin de la semana de cuatro días en la educación primaria para septiembre de 2013, y luego el regreso a una semana escolar de cinco días. También prometió reclutar 40 000 nuevos maestros en 2013. En diciembre de 2013, lideró una importante reforma en el estado de los maestros de las clases preparatorias a las grandes escuelas, que desencadenó una protesta sin precedentes. El proyecto planeaba aumentar el número de horas de enseñanza de algunos maestros sin compensación en su salario. Ante las movilizaciones, rechazó algunos puntos de la reforma.
Fue nuevamente elegido como miembro del Parlamento Europeo en las elecciones de 2014; él y sus colegas socialistas obtuvieron el 14% de los votos. Se unió a la Comisión de Asuntos Exteriores. Además, ha sido miembro de las delegaciones parlamentarias para las relaciones con los países del Magreb y la Unión del Magreb Árabe, así como a la Asamblea Parlamentaria de la Unión por el Mediterráneo.
El 11 de diciembre de 2016, anunció su candidatura a las primarias ciudadanas del Partido Socialista de 2017. Durante la campaña, se opuso en particular a las declaraciones de Manuel Valls que criticaron la política migratoria de Angela Merkel, considerando que Europa ha hecho «muy poco» para recibir a los migrantes. Solo obtuvo el 6,5 % de los votos, ubicándose en el cuarto lugar. Después de la victoria de Benoît Hamon, fue nombrado consejero político como parte de su campaña presidencial.